# Oyggjarskoratindur
Oyggjarskoratindur è una montagna alta 687 metri sul mare situata sull'isola di Viðoy,  la settima isola in ordine di grandezza dell'arcipelago delle Isole Fær Øer, amministrativamente appartenenti alla Danimarca.